# Equipe Unificada nos Jogos Olímpicos de Verão de 1992
A Equipe Unificada nos Jogos Olímpicos de Verão de 1992 (em russo: Объединённая команда на летних Олимпийских играх 1992) em Barcelona, Espanha, foi uma delegação conjunta composta por doze das quinze ex-repúblicas da União Soviética que decidiram competir juntas após a dissolução do país. Apenas Estônia, Letônia e Lituânia competiram separadamente. A equipe foi informalmente chamada de equipe da Comunidade dos Estados Independentes, embora a Geórgia ainda não fosse membro da CEI quando competiu como parte da Equipe Unificada. Um total de 475 competidores, sendo 310 homens e 165 mulheres, participaram de 234 eventos em 27 esportes.
A equipe terminou em primeiro lugar no quadro geral de medalhas, superando os Estados Unidos, com 45 a 37 em medalhas de ouro e 112 a 108 no total de medalhas.
A única outra aparição da Equipe Unificada foi nos Jogos Olímpicos de Inverno de 1992, em Albertville.

## Membros
- Armênia
- Azerbaijão
- Bielorrússia
- Cazaquistão
- Geórgia
- Moldávia
- Quirguistão
- Rússia
- Tajiquistão
- Turquemenistão
- Ucrânia
- Uzbequistão

## Medalhas
| Yelena Baranova Elen Bunatyants Irina Gerlits Yelena Khudashova Irina Minkh Yelena Shvaybovich Irina Sumnikova Marina Tkachenko Elena Tornikidou Svetlana Zaboluyeva Natalya Zasulskaya Olena Zhyrko |

| Andrey Barbashinsky Serhiy Bebeshko Talant Dujshebaev Yuriy Gavrilov Valery Gopin Oleg Grebnev Mikhail Yakimovich Oleg Kiselyov Vasily Kudinov Andrey Lavrov Igor Chumak Igor Vasilev |

| Valentina Ogiyenko Natalya Morozova Marina Nikulina Yelena Tyurina Irina Smirnova Tatyana Sidorenko Tatiana Menchova Evgenia Artamonova Galina Lebedeva Svetlana Vassilevskaia Yelena Chebukina Svetlana Korytova |

| Natalya Anisimova Maryna Bazhanova Svetlana Bogdanova Galina Borzenkova Natalya Deryugina Tatyana Dzhandzhgava Lyudmila Gudz Elina Guseva Tetyana Horb Larisa Kiselyova Natalya Morskova Galina Onoprienko Svetlana Pryakhina |

| Sergey Naumov Aleksandr Ogorodnikov Alexander Tchigir Dmitry Apanasenko Andrei Belofastov Yevgeny Sharonov Dmitry Gorshkov Vladimir Karabutov Aleksandr Kolotov Andrei Kovalenko Nikolay Kozlov Serghei Marcoci Aleksey Vdovin |